# Adil Hussain
Pour les articles homonymes, voir Hussain.
Adil Hussain est un acteur indien de cinéma et de théâtre, né le 5 octobre 1963 à Goalpara dans l'Assam. Il joue aussi bien dans des films grand public, tel Agent Vinod ou English Vinglish, que dans des films d'auteur comme Umrika ou Sunrise.

## Filmographie

### Cinéma
- 2012 : L'Odyssée de Pi : Santosh Patel, le père de Pi
- 2012 : Agent Vinod : le colonel
- 2012 : English Vinglish : l'époux de Shashi
- 2014 : Sunrise : Lakshmant Joshi, le policier
- 2014 : Unfreedom : Devraj Singh
- 2015 : Umrika : l'agent de l'immigration
- 2015 : La Saison des femmes
- 2017 : Crash Test Aglaé : Shankar

### Télévision
- 2020 :  Star Trek Discovery : Aditya Sahil
- 2023 :  Toothpari : L'amour à pleines dents : Adi Deb/A.D.